# Asienspiele 2010/Synchronschwimmen
Bei den Asienspielen 2010 in Guangzhou, Volksrepublik China, wurden vom 19. bis 21. November 2010 insgesamt drei Wettbewerbe im Synchronschwimmen ausgetragen, einer im Duett, einer in der Gruppe und einer in der Kombination.
In allen Wettbewerben gewannen die chinesischen Starterinnen die Goldmedaille, gefolgt von den Mannschaften Japans. Bronze ging jeweils an Südkorea im Duett, an Nordkorea in der Gruppe und an Kasachstan in der Kombination.

## Ergebnisse

### Duett
| Platz | Land     | Athletinnen                 |
| ----- | -------- | --------------------------- |
| 1     | China    | Jiang Tingting Jiang Wenwen |
| 2     | Japan    | Yukiko Inui Chisa Kobayashi |
| 3     | Südkorea | Park Hyun-ha Park Hyun-sun  |

Der Wettbewerb wurde am 19. November ausgetragen.

### Mannschaft
| Platz | Land      | Athletinnen |
| ----- | --------- | --- |
| 1     | China     | Chang Si Chen Xiaojun Huang Xuechen Jiang Tingting Jiang Wenwen Liu Ou Luo Xi Sun Wenyan Wu Yiwen Yu Lele                           |
| 2     | Japan     | Yumi Adachi Miho Arai Aika Hakoyama Yukiko Inui Mayo Itoyama Chisa Kobayashi Mai Nakamura Misa Sugiyama Yui Ueminami Kurumi Yoshida |
| 3     | Nordkorea | Jang Hyang-mi Kim Jin-gyong Kim Jong-hui Kim Ok-gyong Kim Su-hyang Kim Yong-mi So Un-byol Wang Ok-gyong                             |

Der Wettbewerb wurde am 20. November ausgetragen.

### Kombination
| Platz | Land       | Athletinnen |
| ----- | ---------- | --- |
| 1     | China      | Chang Si Chen Xiaojun Fan Jiachen Huang Xuechen Jiang Tingting Jiang Wenwen Liu Ou Luo Xi Shi Xin Sun Wenyan Wu Yiwen Yu Lele                                                         |
| 2     | Japan      | Yumi Adachi Miho Arai Aika Hakoyama Yukiko Inui Mayo Itoyama Chisa Kobayashi Mai Nakamura Misa Sugiyama Yui Ueminami Kurumi Yoshida                                                   |
| 3     | Kasachstan | Aigerim Anarbayeva Aigerim Issayeva Ainur Kerei Tatyana Kukharskaya Anna Kulkina Aisulu Nauryzbayeva Alexandra Nemitsch Jekaterina Nemitsch Amina Yermakhanova Aigerim Scheksembinowa |

Der Wettbewerb wurde am 21. November ausgetragen.

## Medaillenspiegel
| Platz | Land       | Gold | Silber | Bronze | Gesamt |
| ----- | ---------- | ---- | ------ | ------ | ------ |
| 01    | China      | 3    | —      | —      | 3      |
| 02    | Japan      | —    | 3      | —      | 3      |
| 03    | Kasachstan | —    | —      | 1      | 1      |
| 03    | Nordkorea  | —    | —      | 1      | 1      |
| 03    | Südkorea   | —    | —      | 1      | 1      |